# Monorhaphis chuni
Monorhaphis chuni ist eine Art der Glasschwämme, die auf Weichsubstrat in der Tiefsee lebt. Die Art ist bemerkenswert durch ihre gigantischen Skelettnadeln (Spicula), die eine Länge von drei Metern erreichen können.

## Merkmale
Der Körper des Schwamms ist langgestreckt zylindrisch mit rundem bis ovalem Querschnitt, er erreicht etwa 10 bis 15 Zentimeter Durchmesser. Die Körperoberfläche ist auf einer Seite durch ein eingesenktes Atrium gegliedert, in dem zahlreiche Ausstromöffnungen (Oscula) des Schwammkörpers von gut 1 Zentimeter Durchmesser münden. Der Körper ist längs durchzogen von einer gigantischen Basalnadel, die bei etwa acht Millimeter Dicke eine Länge von drei Metern erreichen kann. Diese Nadel ragt nach unten weit unter dem Schwammkörper hervor; dieses untere Ende steckt im Substrat des Meeresbodens und verankert den Organismus darin. Während diese die einzige Form der großen Spicula (Megascleren) ist, kommen außerdem 14 verschiedene Formen kleiner Nadeln (Microscleren) vor, deren Länge von wenigen Mikrometern bis zu etwa 50 Millimeter reicht: Das choanosomale Skelett (das den Körper und das Kanalsystem stützt) besteht überwiegend aus dreistrahligen (triactinen) Nadeln. Die unter der Oberfläche sitzenden Nadeln (Dermalia) sind überwiegend fünf- teilweise auch, wie eigentlich typisch für die Glasschwämme, sechsstrahlig. Daneben sind drei Typen sogenannter Amphidiscen (typische Spiculaform der Amphidiscophora) vorhanden. Wie typisch für alle Amphidiscophora, sind die Nadeln einzeln und nicht fusioniert.

## Struktur der Basalnadel
Die gewaltige Basalnadel der Art hat wissenschaftlich besondere Aufmerksamkeit gefunden. Es handelt sich um die größte biogene silikatische Struktur des gesamten Tierreichs. Im Querschnitt sind im Feinbau drei Zonen unterscheidbar: Ein dünner, zentraler Achsfaden, den ein Achszylinder aus amorphem Silikat von etwa 100 bis 150 Mikrometer umgibt. Der Hauptteil der Nadel besteht aus 300 bis 800 dünnen, konzentrischen Lamellen. Diese sind durch dünne, schlitzförmige Streifen getrennt, die nicht rundum durchgehend sind, so dass benachbarte Lamellen teilweise miteinander fusioniert erscheinen. Die Nadeln bestehen, wie typisch für Glasschwämme, aus wasserhaltigem, nichtkristallinem Siliziumdioxid (biogenem Opal). Die Schlitze zwischen den Lamellen sind ausgefüllt von einer Matrix aus Proteinen. Es ergibt sich ein Verbundmaterial von ungewöhnlicher Festigkeit, insbesondere seine Biegefestigkeit ist weitaus höher als es diejenige reiner Glasnadeln wäre. Das wesentliche Protein der Nadeln, Silicatein, gehört zur Proteinfamilie der Cathepsine, es dient gleichzeitig als Strukturprotein und zur enzymatischen Abscheidung des Siliciumdioxids aus der umgebenden Lösung, wo es durch ein weiteres Enzym, Silicase, in Lösung gehalten wird. Als weiteres Strukturprotein ist Kollagen am Aufbau beteiligt.
Eine Skelettnadel eines Tieres, das vor der südchinesischen Küste in 1110 Meter Meerestiefe gefunden wurde, wurde schichtweise nach dem Verhältnis der Sauerstoff-Isotope 18O zu 16O sowie des Calcium/Magnesium-Verhältnisses untersucht, beides Anzeiger für die Temperatur des Meerwassers (vgl. δ18O). Wird die ermittelte Kurve auf den aus anderen Quellen abgeschätzten Temperaturverlauf in dieser Meeresregion projiziert, ergibt sich daraus ein abgeschätztes Alter von 11.000 Jahren (plus/minus 3.000). Daraus ergibt sich, wie bei vielen Tiefseebewohnern, ein ungewöhnliches Alter des Schwamm-Individuums, das zu den ältesten lebenden Organismen überhaupt gehört haben könnte, deren Alter bisher datiert werden konnte.

## Verbreitung
Monorhaphis chuni wird im Indischen Ozean und dem angrenzenden Westpazifik gefunden, zum Beispiel vor der Küste von Somalia, der Insel Sansibar, Chinas, Indonesiens, der Andamanen und der Philippinen. Nachweise liegen aus Meerestiefen von 516 bis zu 1920 Meter vor. Die Art besiedelt Weichsubstrate.

## Taxonomie, Phylogenie, Forschungsgeschichte
Die Art wurde auf der Valdivia-Expedition zur Erforschung der Tiefsee 1898–1899 zuerst gefunden und von ihrem Erstbeschreiber Franz Eilhard Schulze nach dem Expeditionsleiter Carl Chun benannt.
Die Art gilt heute als einziger Vertreter der Gattung Monorhaphis, die damit monotypisch ist. Zwar wurden in der Gattung zwei weitere Arten beschrieben (eine davon von Schulze in derselben Veröffentlichung wie Monorhaphis chuni), diese sind aber später mit Monorhaphis chuni synonymisiert worden. Die Gattung ist wiederum einziger Vertreter der Familie Monorhaphididae. Die Stellung der Familie innerhalb der Amphidiscophora gilt als gesichert, obwohl sie bisher nicht durch molekulare Studien untermauert wurde.